# Порторий
Порторий — налог, который вступил в силу по распоряжению польского наместника в отношении рижских торговцев и посредников в торговле. Порторий фактически представлял собой портовую пошлину, введённую «в честь» подчинения города армии Стефана Батория в 1581 году.
Если акциз (таможенный налог, взимавшийся по большей части с «пития») не делился между казной и городом, а полностью доставался рату, то порторий обычно делили поровну  между инстанциям согласно уставу, принятому по взаимной договорённости по случаю утратой Риги своей патримониальности, которой она обладала с 1561 года, после ликвидации его главного феодала — Ливонского ордена. Поначалу Рига довольствовалась третью от всех портовых сборов, но с 1606 года пропорции изменились, и Рига могла уже получать половину от всей суммы портория. Порторий взимался со всех товаров, но исключение составляло привозное вино. Принцип наложения портовой пошлины — по весу или объёму, а также имел распространение поштучный принцип. Целый ряд товаров рижского экспорта облагался порторием, можно упомянуть  ткани и галантерею, но по причине «нетекучести», «несыпучести» и «нештучности» этих статей экспорта была установлена определённая ставка портория — 2 % от стоимости.
По сборам портория можно отслеживать темпы роста и упадка торговли в Риге. На конец XVI века доходы от портория составляли 30000 альбертовых талеров в год. В конце XVII века, в период существования Риги в подчинении у Швеции, сборы составили 40000 в год. Когда к концу подходил XVIII век, когда Рига входила в состав Российской империи, известна цифра в 70000 альбертовых талеров в год.